# Järnväg i Stockholm

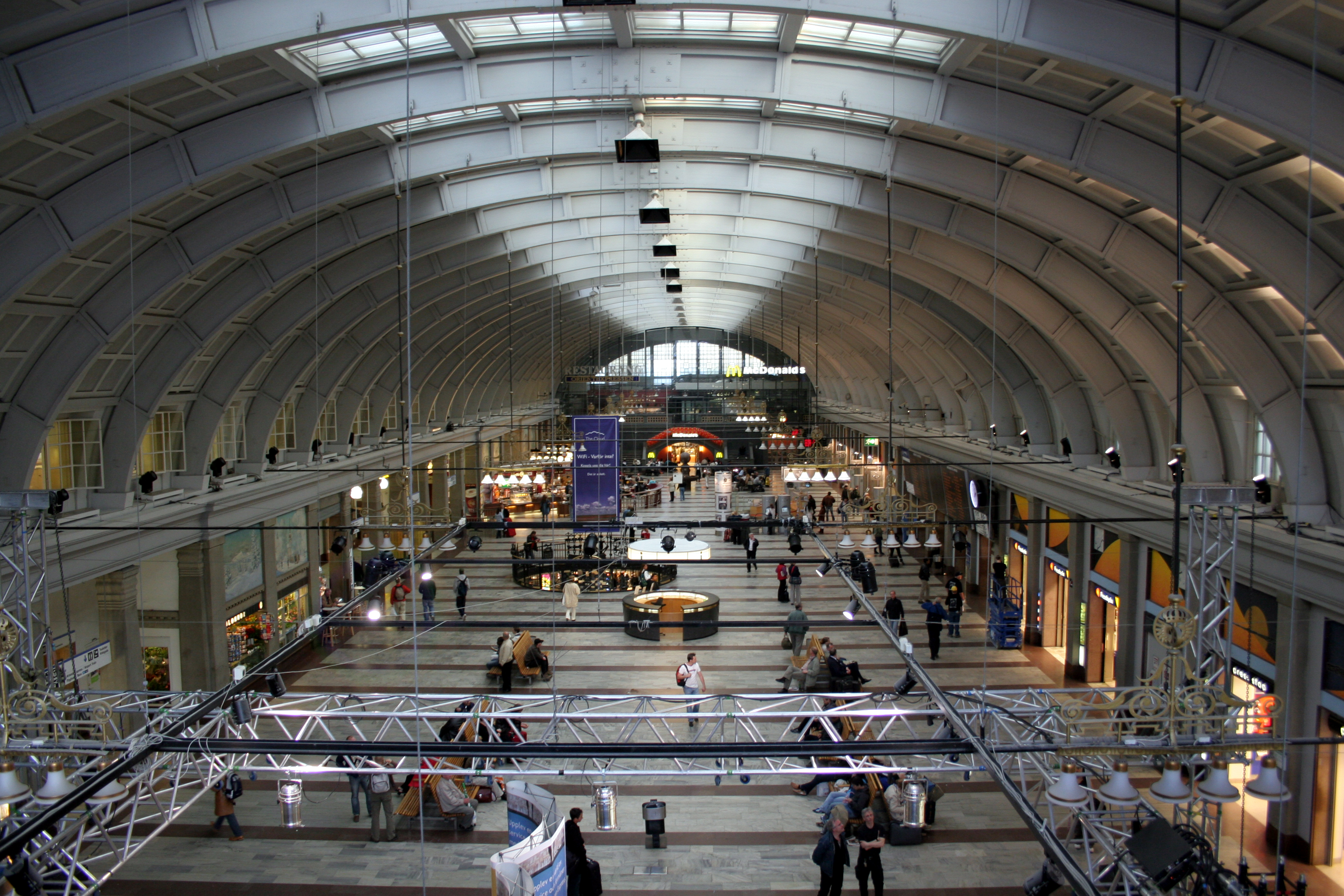
Stockholms central

Stockholm genomkorsas som Sveriges huvudstad av flera järnvägar. Stockholms Central är landets största järnvägsknutpunkt. Härifrån utgår persontågen på Ostkustbanan, Mälarbanan, Västra stambanan, Södra stambanan, Svealandsbanan och Nynäsbanan.
Godstrafiken till och från Stockholm är omfattande. De stora knutpunkterna är Älvsjö godsbangård gods och Rosersberg, samt tidigare från Tomteboda. Från Tomteboda utgår även godsbanan Värtabanan. Årsta partihallar och Slakthusområdet var tidigare viktiga lastplatser som idag till stor del är avvecklade. 
Stockholms centralstation är centrum för den tyngsta tågtrafiken i landet och 80 procent av alla fjärrtåg passerar någon gång under sin färd Stockholm C.[källa behövs] Det går många regionala tåg från Stockholm och området som har kontakt med dessa tåg har med åren ökat. Tågen går bland annat till Uppsala och Eskilstuna men även till Gävle, Arboga och Linköping. Det går också tåg på längre sträckor och bland dessa utgörs de snabbaste och tätaste förbindelserna av X2000-tåg. Dessa tåg går bland annat till Göteborg. Nattåg med sovvagnar går till Hamburg, övre Norrland, Jämtland och Skåne.

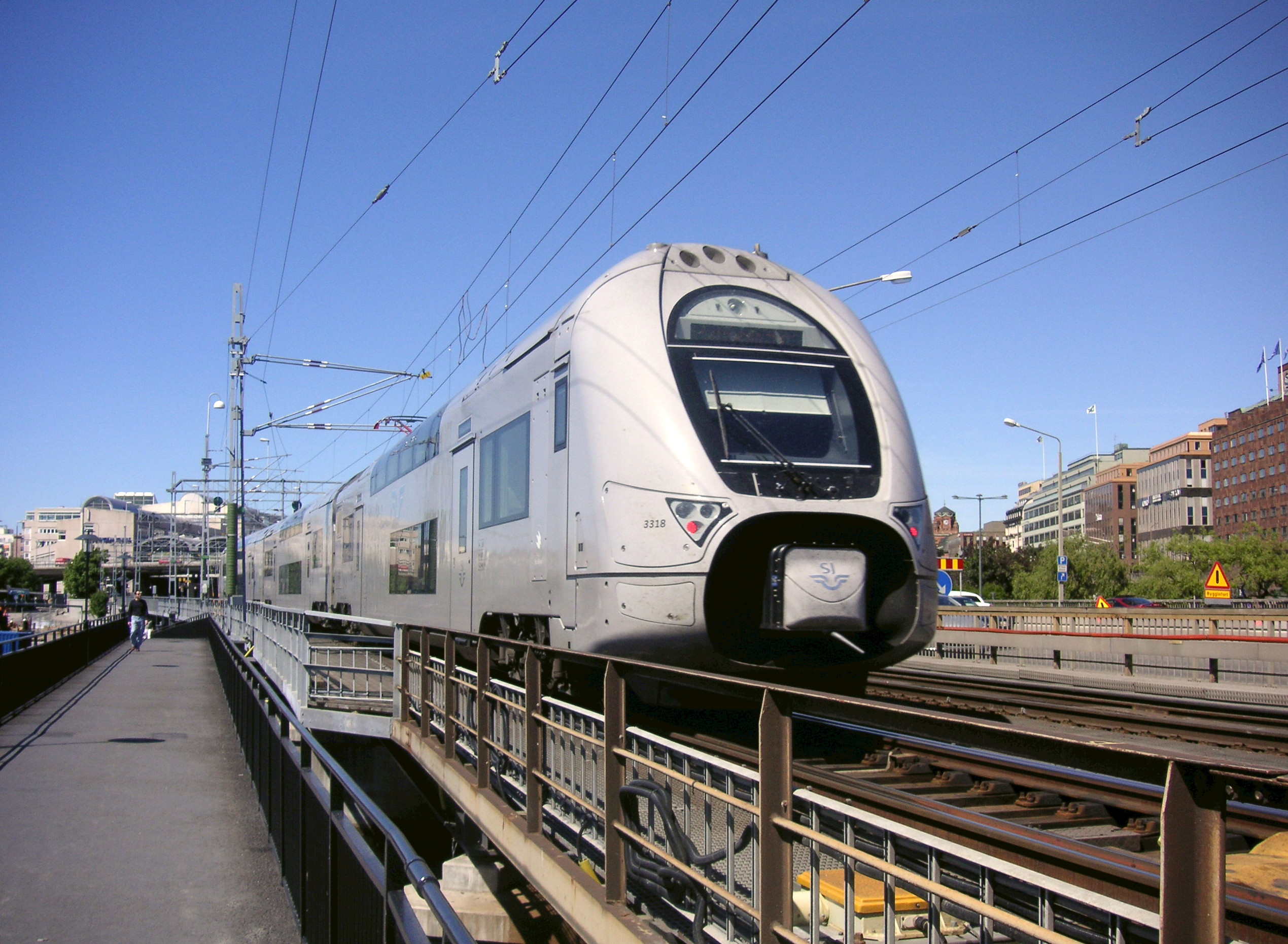
Ett tåg på järnvägsbron över Söderström.

Stommen i den lokala tågtrafiken utgörs av Stockholms pendeltåg som går genom innerstaden på Citybanan med uppehåll på stationerna Stockholm City och Odenplan. De går till Bålsta, Märsta, Uppsala, Södertälje centrum och Nynäshamn. På dessa linjer finns viktiga pendeltågsstationer som t.ex. Upplands Väsby, Västerhaninge och Älvsjö. De två mindre järnvägarna Roslagsbanan och Saltsjöbanan trafikeras av lokaltåg.  De utgår från Stockholms östra respektive Slussen. Roslagsbanan är Sveriges enda reguljärt trafikerade smalspåriga järnväg. Arlandabanan är en privat förvaltad bana som bland annat används av Arlanda Express.

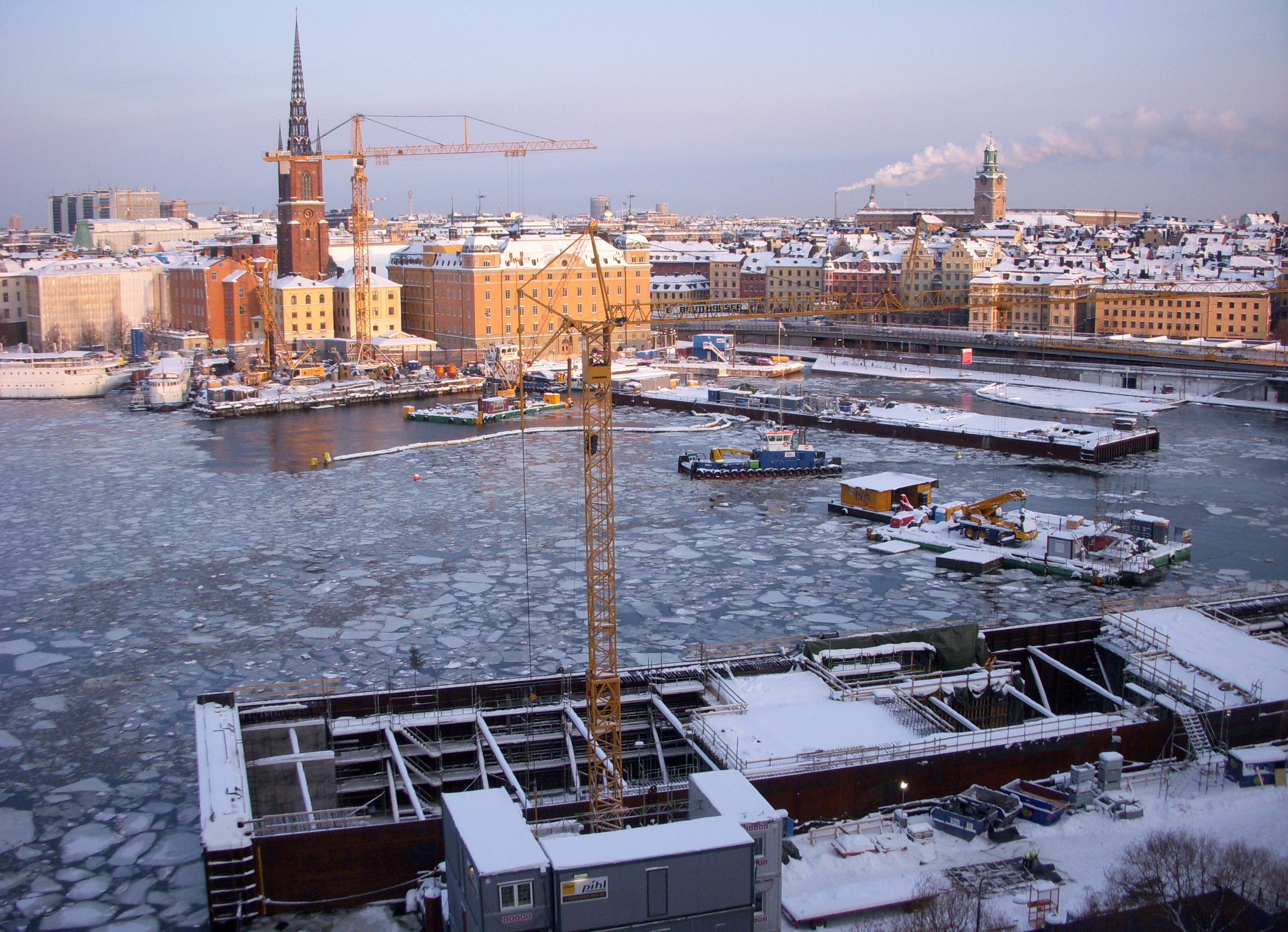
Arbeten med Söderströmstunneln för Citybanan i december 2010. Första sänktunneln har lagts i position och den andra delen har anlänt för invändiga betongarbeten.

## Sammanbindningsbanan och Citybanan
Den södra infarten till Stockholm C som fram till sommaren 2017 trafikerades av cirka 600 tåg varje dygn, innebar en flaskhals i det svenska järnvägsnätet då den endast hade två spår. I rusningstrafik samsades både fjärrtåg, regionaltåg, pendeltåg och godståg på dessa spår. Spårbristen gjorde att risken för störningar var stor och de kunde sprida sig över hela det nationella järnvägsnätet. Denna järnvägssträcka har på grund av dessa omständigheter fått öknamnet "getingmidjan".
För att avlasta de tidigare två spåren anlades nya spår enbart för pendeltåg, separerat från annan järnvägstrafik, den så kallade Citybanan. Citybanan är en sex kilometer lång järnvägstunnel som byggts under Stockholms centrala delar. Förbindelsen har dubbla spår samt en service- och räddningstunnel genom centrala Stockholm. I projektet ingick att bygga två nya underjordiska stationer, Stockholm City (under T-centralen) och Odenplan (under tunnelbanestationen med samma namn), samt en 1,4 kilometer lång järnvägsbro i Årstaberg. Tunneldelen under Söderström utfördes med hjälp av tre sänktunnlar.
Citybanan har beskrivits som det mest komplicerade infrastrukturprojektet som har planerats i Sverige i modern tid. För den nya järnvägstunneln krävdes omfattande sprängningsarbeten under Stockholms centrala delar i direkt anslutning till känsliga äldre hus och känsliga infrastrukturanläggningar som tunnelbanan och ledningstunnlar. Officiell byggstart hölls 24 januari 2009 och öppnades för trafik 20 juli 2017. Kostnaden för banan beräknades till på 16,8 miljarder i 2007 års prisnivå.